# İpekçi
İpekçi ist ein ursprünglich berufsbezogener türkischer Familienname mit der Bedeutung „Seidenhändler, Seidenraupenzüchter, Seidenweber“, abgeleitet von türk. İpek = „Seide“.
Ursprünglich patronymisch von İpekçi abgeleitet tritt der Familienname İpekçioğlu auf.

## Namensträger
- Abdi İpekçi (1929–1979), türkischer Journalist
- Cemil İpekçi (* 1948), türkischer Modedesigner
- Handan İpekçi (* 1956), türkischer Drehbuchautor, Filmregisseur und -produzent
- İsmail Cem İpekçi (1940–2007), türkischer Journalist, Politiker und Buchautor